# 吴幼坚
吴幼坚（1947年4月25日—），是一位社会活动者和博客主。是中国第一位在媒体上公开支持同性恋者的母亲。曾经参与成立中国首个同性恋亲友会。

## 生平
吴幼坚原籍广东省恩平市。父亲吴有恒、母亲曾珍，均于1936年加入中国共产党，吴有恒是中共七大、八大、十二大代表，曾任中国人民解放军粤中纵队司令员、广州市委书记、广东省人大常委会副主任等职务。
1960年-1966年，吴幼坚就读于广东广雅中学。高中毕业遭逢“文革”，1968年作为知青赴粤北山区务农数年，后调任阳山县文化局创作员。
1977年，任交通部广州航道局湛江工程处政工干事。1979年起，历任《广州文艺》杂志校对、编辑、副主编。1996年-2008年5月任《源流》杂志副总编辑。
1993年6月，自行策划，自费出版个人摄影集《这一株三色堇》。当时的《羊城晚报》称此是国内普通人正式公开出版的第一本个人写真（摄影）集，并刊登了作家雷铎为该写真（摄影）集写的序。
2004年12月1日，吴幼坚的儿子郑远涛接受广州电视台采访，成为广州第一位在电视上公开同性恋身份的人。2005年11月，吴幼坚与儿子一起接受南方电视台采访，成为中国第一位在媒体上公开支持同性恋儿子的母亲。此后广泛接受电视、电台、报刊、网站采访，并办博客，设信箱，开热线（接听海内外来电约2000个），公开支持同性恋群体。
2008年6月28日，成立中国首个以同性恋者及其亲友为主体的民间组织——同性恋亲友会并任会长3年半。在广州、北京、上海举办过四届全国性的同志父母恳谈会，多次同志母亲见面会，产生了良好的社会效果。
2012年1月1日起吴幼坚不再担任会长，实施其65至70岁晚年第二个五年计划“八个一工程”。
2008年至2012年，走进院校、社区、企业、疾控部门开讲座数十场，其中有复旦大学、中山大学、武汉大学、南京大学、中国人民大学、中国青年政治学院、北京师范大学、四川师范大学、华东师范大学、华南师范大学、福建师范大学、陕西师范大学、北师大珠海分校、北京师范大学香港浸会大学联合国际学院、大连理工大学、华南理工大学、桂林理工大学、中南财经政法大学、广东外语外贸大学、华侨大学、厦门大学、华南农业大学、广东工业大学、西安电子科技大学和西安性博会等。亲自选用大量照片制作PPT并不断更新，主讲《一位母亲眼中的GAY》场场满座。同时，出席各地同志亲友座谈会、防艾滋经验交流会等，服务社会发挥余热。
2005年起至2012年，吴幼坚接受过南方电视台、广东电视台、广州电视台、成都电视台、重庆电视台、凤凰卫视、美国CNN等电视采访，2008年1月成为《南方人物周刊》封面人物，是广东省2008年十大新闻人物候选人。自2006年8月《家庭》杂志报道后，国内外传媒逾百次采访报道。
吴幼坚是中国作家协会广东分会会员，曾在《羊城晚报》、《广州日报》、《家庭》、《广州文艺》、《源流》、《艺术家》等报刊发表报告文学、小说、散文等作品并获奖。个人写真（摄影）集《这一株三色堇》（1993）、纪实文学集《爱是最美的彩虹——一位母亲眼中的同志世界》（2010）、视频合集双光盘《爱是最美的彩虹》（2012）广受欢迎。

## 家庭
- 其子郑远涛，是一位已经“出柜”的男同性恋者，也是广州第一位在公共媒体上公开自己同性恋身份的人。[來源請求]
- 其父吴有恒，广东恩平人，于1936年在香港加入中国共产党，中共七大、八大、十二大代表，曾任广州市委书记、广东省人大常委会副主任、《羊城晚报》总编辑。
- 其母曾珍，广东五华人，于1936年在香港加入中国共产党。

## 争议
自她儿子郑远涛向她“出柜”起，吴幼坚便开始致力于同性恋公益事业。和其他为同性恋群体说话的人一样，她亦拥有大批支持者。但也曾有人指责她说她只是为了表现自己才公开支持自己的儿子。也由于她本人的行为显得有些我行我素，吴幼坚至今仍然颇受争议。